# Picasso at the Lapin Agile

Picasso at the Lapin Agile est une pièce de théâtre de Steve Martin écrite en 1993.
La pièce met en scène les personnages d'Albert Einstein et de Picasso, se rencontrant dans le cabaret de Montmartre Le Lapin Agile. L'intrigue se déroule le 8 octobre 1904, date à laquelle les deux hommes sont prêts à proposer une contribution majeure au monde, Einstein en publiant la théorie de la relativité restreinte en 1905, Picasso en peignant Les Demoiselles d'Avignon en 1907. Ils débattent de la valeur du génie et de l'habileté.
Il s'agit de la première pièce de l'humoriste américain, et la seule jusqu'en 2002 où il crée The Underpants sur base d'une pièce de théâtre de 1911 par Carl Sternheim, Die Hose.